# Mohamed Megherbi
 (janvier 2019).
Mohamed Megherbi est un footballeur algérien né le 6 mai 1984 à Oran. Il évoluait au poste de défenseur.

## Biographie
Avec le club du MC Alger, il participe à la Ligue des champions d'Afrique en 2011. Lors de cette compétition, il inscrit un but contre l'Espérance sportive de Tunis.

## Palmarès
- Champion d'Algérie en 2010 avec le MC Alger.
- Accession en Ligue 1 en 2006 avec l'ASM Oran.
- Accession en Ligue 1 en 2015 avec le RC Relizane.